# Nestier
Nestier é uma comuna francesa na região administrativa de Occitânia, no departamento dos Altos Pirenéus. Estende-se por uma área de 4,94 km². Em 2010 a comuna tinha 156 habitantes (densidade: 31,6 hab./km²).